# 又见棕榈，又见棕榈
《又见棕榈，又见棕榈》是旅美台湾作家於梨华的一部长篇小说，1967年皇冠出版社初版。同年获台湾最佳长篇小说奖。小说的男主人公牟天磊留学美国10年，历经波折拿到了博士学位。回台后自己原来心爱的姑娘已嫁做人妇，而父母为自己物色的对象意珊则梦想出国。但天磊最终选择是什麼呢？於梨華在2016年五十週年紀精選集念版中，增加了一篇「三十五年後的牟天磊」，揭露了男主角的抉擇。小说突出表现了留美学生的寂寞和迷惘，当时在香港、台湾颇为畅销，还曾被选入大学文学教材。1999年该书被《亚洲周刊》选入20世纪中文小说100强。

## 情节
小说的主人公牟天磊本是一位有志青年，在美国苦斗10年拿到了新闻学博士学位。在拿到学位之前他曾大病一场，期间与一位有夫之妇佳利发生了关系，可后来他拿到学位时，佳利主动与他分了手，因为天磊没有勇气与她在一起。毕业后天磊没能找到适合本专业的工作，先在一餐馆打工，后来又到一所无名的大学教汉语。生活的不如意让他发生了深深的失望，在他看来美国是一个没有人情味的地方，而他这一代人是“没有根的一代人”。他过去在台湾的恋人张眉立家境艰难，不能等天磊回来就嫁给了帮助了她的男人。回到了台湾的亲人中间，他没能得到安慰，也不能适应台湾的许多西化的现象。妹妹天美已结了婚，只有她还能够与天磊作倾心之谈。家中被盗了一次，各种应酬也让他十分疲惫。比如一次父亲硬让他给刘伯伯的儿子给美国大学做推荐，全不知道外国人其实并不吃这一套，天磊拒绝，挨了一顿批。自己留美归来的消息还被父亲到处散布，连附近的车夫和做生意的也都知道。台湾的各种饮食倒是他常常怀念的。未婚妻陈意珊是父母给他安排的，他们长期通信而从未谋面。意珊原来在大学里有一个男友余家俊，但余后来抛弃了她，与一个舞女同居在一起。不久天磊就发现意珊脑海中的美国生活无限美好，与他自己的意识有着很大隔膜。天美觉出意珊和天磊并不那么般配，但仍鼓励天磊。父母和意珊都希望他能重回美国发展，但他自己心里却很不愿意。天磊去见了台大念书时的好友张平天，当初他曾撮合过张与妹妹天美。但此时张平天已有了四个孩子，与天磊大谈婚姻问题，不久张的报馆还刊发了天磊回国的消息。
之后又见到他尊敬的老师邱尚峰，当初就是邱鼓励天磊坚持念文科。可是邱现在做了教授，仍孤身一人，他想请天磊在台湾办杂志，介绍外国文学。天磊十分不情愿的参与了一些交际活动，在一次宴会上碰到了回来讲学、在美国转读数学的圆心皇。圆心皇对天磊很是同情。政府组织天磊等人去金门参观，一行人中有一个美国回来的教授莫大，他与意珊勾勾搭搭，引爆了意珊与天磊的矛盾。在母亲的劝说下，天磊向意珊赔罪，带着她来到了台南的天美家散心。在台南，天磊见到了旧情人眉立，天磊忆及旧日热恋的情形，二人在一起叙旧。他要送眉立回去，被她谢绝。天磊与意珊又到台东游玩，对一路景色赞赏不已。回台北后，他见了邱先生，邱和他一起吃了担担面，还建议他留在台湾，他动了心。邱先生为了办文学杂志，不但不准备赚钱，还准备自己贴钱，天磊觉得他就像独自挺立的棕榈树。天磊把计划告诉意珊，遭到激烈反对。莫大又来插上一手，提议带意珊去野柳去玩，天磊与意珊大吵一架，但彼此都觉出对对方的喜欢。争了一阵子，他最终答应意珊九月带她去美国。一家人忙着准备两人的婚事。晚上天磊得知邱先生送信给他时被摩托车撞倒的消息。在医院里他见到了血肉模糊面目全非的邱先生，受到很大触动。主持完邱先生的葬礼，天磊已下定决心留在台湾。意珊的父母对天磊很不满意，虽然意珊并不喜欢莫大，却仍答应和他一起出去。天磊父亲去陈家探听他们的意向，却没有得到明确答复。天美鼓励哥哥去夺回意珊，自己把事情问清楚，天磊骑着车出发了……

## 主题
於梨华作为一个外省人，内心无法摆脱离散的状态。她在书中写道：“我总觉得我不属于这里（台湾），只是在这里寄居，有一天会重回家乡，虽然我们那么小就来了，但我在这里没有根。”《又见棕榈，又见棕榈》集中反映了留学生的苦闷、寂寞与迷惘，作者的自身经历是小说情节的重要来源。主人公牟天磊在众人眼里已是功成名就，但他付出的代价却是旁人所不能理解的。为了挣扎着求得生存，他干着各种粗重的工作，还要忍受老板的随意侮辱和美国人的种族歧视，失去了初恋的情人，也无法与在美国寻得的情人最终在一起，在情感上受尽痛楚。而人生和情感的失落还不是他面对的仅有的问题，在激烈的文化冲突之下，他的理想不仅在重理轻文的现实中沦落，而且也无法真正与美国社会相融合。无可避免流浪情结，让他感到“我是一个岛，岛上都是沙，每颗沙都是寂寞”，这种“无根的一代”心理是由特定的社会文化背景导致的。

## 风格
《又见棕榈，又见棕榈》没有使用传统的线性叙事，而是在过去、现在、未来，美国、台湾、中国大陆这些不同的时空中不断跳跃。作者借鉴了西方的意识流手法，比如写天磊回到台北家中，由相片勾起对美国生活的回忆，又由卧室凉席上残留的墨水痕迹忆起和旧情人眉立过去的点点滴滴。而在接风宴席上又想起在美国餐厅所受到的侮辱。作家将人物的过去自然的穿插到了现实意识的描写之中。
在人物刻画和环境描写上，作者倾向于现实主义。天磊的感伤、优柔寡断，莫氏兄弟的肤浅狂妄，都得到了充分刻画。作者注重对社会环境的烘托。比如写天磊回台后所见：“白衣侍者，五色洋酒”、“柜台上的人及管电梯的仆欧都讲英文”，来表现台湾社会的崇美情绪。另外还有不少景物描写，如写美国的高架电车沿途景象：”险临临的栏杆上，晒着女人的内裤、破了洞的胸罩、婴孩的尿布”，写台湾的街景：“晃动的都是密密层层的人群，嘈杂的声音塞满了燥热的空气”。对此，夏志清曾评论说：於梨华“善于复制感官的印象，还给我们一个真切的、有情有景的世界。”